# Flashing Lights (canção)
"Flashing Lights" é uma canção da DJ e artista australiana Havana Brown, gravada para o seu primeiro álbum de estúdio de mesmo nome (2013). Produzida por RedOne, foi lançada como o primeiro single do álbum em 23 de agosto de 2013 como um download digital. Remixes oficiais foram lançados digitalmente em 13 de setembro de 2013. A canção foi escrita por Brown, ao lado de RedOne, John Mamann, Jean Claude Sindres, Yohanne Simon e Teddy Sky. Liricamente, trata-se sobre um relacionamento tóxico.
"Flashing Lights" alcançou a posição sessenta e oito no ARIA Singles Chart na Austrália. Alcançou a posição número um na parada Hot Dance Club Songs dos EUA, tornando-se seu terceiro número um no topo da parada.

## Antecedentes e composição
Em julho de 2012, Havana Brown lançou seu primeiro EP, When the Lights Go Out. A gravação foi precedida pelo lançamento de seu single de estreia "We Run the Night", que alcançou a posição de número cinco na Austrália e triplo certificado de platina. Ela também alcançou a posição 26 na Billboard Hot 100 dos EUA e obteve a certificação de platina. Seu terceiro single, "Big Banana", também ganhou certificado de platina na Austrália e, junto com "We Run the Night", alcançou o primeiro lugar na Hot Dance Club Songs dos Estados Unidos.
"Flashing Lights" é uma canção downtempo-disco, escrita por Brown junto com RedOne, John Mamann, Jean Claude Sindres, Yohanne Simon e Teddy Sky, com RedOne produzindo a faixa. Em uma entrevista ao The Herald Sun, Brown descreveu o tema de "Flashing Lights": "É sobre kryptonita sexual e paixão intensa". No refrão, Brown canta: "Nas luzes piscando / Procurando por algum amor hoje à noite / Você sabe que amo o jeito que você mente / Quero fazer e fazer / e fazer isso de novo." Ela elaborou a letra com a Australian Recording Industry Association (ARIA), dizendo "É sobre aquele tipo de relacionamento em que você... tenta e termina, e vocês voltam porque pensam que é amor, mas na verdade é apenas, você sabe, uma química". Um escritor do Homorazzi.com gostou da gravação, comentando que tem uma "sensação Kylie Minogue".

## Lançamento
Brown anunciou o lançamento de "Flashing Lights" postando uma mensagem de vídeo em sua página oficial do Instagram, acompanhada por dois remixes de Richard Vission e Razor n 'Guido. A gravação foi lançada digitalmente através do iTunes Stores em 23 de agosto de 2013, como o primeiro single do álbum de mesmo nome. Um vídeo com letra foi publicado no Vevo no mesmo dia. Remixes oficiais da música foram lançados no iTunes em 13 de setembro de 2013. "Flashing Lights" estreou no Australian ARIA Singles Chart em seu pico, número sessenta e oito em 31 de agosto de 2013, passando apenas duas semanas entre as 100 melhores. Nos Estados Unidos, a faixa estreou no número quarenta e nove na parada de canções US Hot Dance Club, e alcançou o número um, tornando-se seu terceiro hit no topo dessa parada.

## Faixas e formatos
Download digital
1. "Flashing Lights" – 4:21

Download digital – Remixes
1. "Flashing Lights" (Razor n' Guido Club Remix) – 7:05
2. "Flashing Lights" (Dave Audé Extended Remix) – 7:54
3. "Flashing Lights" (Richard Vission Remix) – 4:53
4. "Flashing Lights" (Redial Remix) – 5:52
5. "Flashing Lights" (DJLW Remix) – 6:33
6. "Flashing Lights" (Kayzo Remix) – 4:41

## Desempenho nas tabelas musicas

### Tabelas semanais
| País — Tabela musical (2013)                            | Melhor posição |
| ------------------------------------------------------- | -------------- |
| Austrália (ARIA)                                        | 68             |
| Estados Unidos (Dance Club Songs – Billboard)           | 1              |
| Estados Unidos (Hot Dance/Electronic Songs – Billboard) | 23             |

### Tabelas de fim-de-ano
| País — Tabela musical (2013)                            | Melhor posição |
| ------------------------------------------------------- | -------------- |
| Estados Unidos (Dance Club Songs – Billboard)           | 13             |
| Estados Unidos (Hot Dance/Electronic Songs – Billboard) | 74             |

## Histórico de lançamento
| Região    | Data                   | Formato          | Versão   | Gravadora                | Ref.   |
| --------- | ---------------------- | ---------------- | -------- | ------------------------ | ------ |
| Austrália | 23 de agosto de 2013   | Download digital | Original | Island Records Australia | [ 13 ] |
| Austrália | 13 de setembro de 2013 | Download digital | Remixes  | Island Records Australia | [ 15 ] |